# Stade dijonnais
Ne doit pas être confondu avec le Rugby Club dijonnais, aussi connu en tant qu'Union sportive des cheminots dijonnais.
Ne doit pas être confondu avec le Stade dijonnais, club créé en 2025 après la liquidation du Stade Dijon Côte d'Or.
Maillots
Le Stade dijonnais (affilié auprès de la FFR en tant que Stade Dijon Côte d'Or) est un club français de rugby à XV basé à Longvic, à proximité immédiate de Dijon.
Le club disparaît pendant la saison 2024-2025, après avoir fait l'objet d'une liquidation judiciaire.

## Histoire

### Création en 1923
Le Stade dijonnais est né au mois de juillet 1923, à la suite d'une scission du Racing Club bourguignon, club qui avait vu le jour en 1898 et qui pratiquait le rugby depuis cette époque.
Après la Seconde Guerre mondiale, le club connaît des hauts et des bas qui le virent opérer successivement en première division de 1946 à 1950, en deuxième division (1951) puis à nouveau en première division (1952-1953). Il traverse ensuite une période difficile durant laquelle il descend en troisième division de 1954 à 1957.
Après avoir échoué en 1955 en quart de finale et en 1956 en huitième de finale, il se hisse en demi-finale en 1957, ce qui lui permit d'atteindre la division fédérale (deuxième division). Enfin, en 1959, sa participation aux quarts de finale lui permet de remonter en première division (porté de 48 à 56 clubs) où, sous la direction technique de Pierre Conquet, il lutte vaillamment pour garder sa place dans le concert des grands.

### L'arrivée en première division 1959-1979
Le Stade dijonnais demeure en première division de 1959 à 1979, grâce notamment à plusieurs générations de jeunes remarquables.

#### Champion de France Reichel 1965
Le plus beau fleuron du Stade reste d'ailleurs le titre de champion de France juniors Reichel obtenu en 1965, sous la présidence de Raymond Bailly, face au Racing club de France à Lyon. Ces joueurs constituèrent l'ossature de l'équipe 1 durant les années 65 à 75.

#### Double huitième de finaliste du championnat 1971 et 1972
Ses plus belles saisons sont sans conteste 1971 et 1972 avec des défaites en 1/8e de finale contre Béziers puis Brive.

#### Vainqueur du Challenge de l’Espérance 1971
À noter aussi de très bons résultats en challenge de l'Espérance (titre en 1971 et finale en 1972). Quelques départs importants de joueurs sont fatals au club qui redescend en deuxième division à l'issue de la saison 1978-1979, après 20 années en première division.

### Les années sombres en deuxième division 1980-1990
En 1979-1980, le Stade dijonnais rencontre le Rugby Club dijonnais, section rugby de l'Union sportive des cheminots dijonnais active depuis 1934. Bien qu'un projet de fusion est esquissé dans les années 1980, il est finalement abandonné ; par la suite, les deux clubs n'entretiennent pas de relations particulières, le RCD évoluant dans des divisions inférieures à celles du Stade dijonnais.
La réaction est immédiate grâce à l'entraîneur-joueur Zlicaric (ancien du Racing) qui offre la remontée en première division groupe B à la fin du printemps 1980 après des victoires face à Blagnac et Langon (20 à 12 à Ussel). Cette équipe était constituée hormis l'entraîneur-joueur Zlicaric, de joueurs dijonnais et côte d'oriens : Chapuis, Coll, L.Felletig, Amiot, Lebœuf, J.Monnot, Gilbertier, P.Felletig, Mourlet, Hérard, Chambelland, Mourand, Rivier, G.Savin, Perrier, Beaupoil, Dufour, Lhomme et Olzack.
Sur la lancée, la saison 1980-1981 voit le Stade accéder aux 16e de finale du groupe B. L'engouement est de courte durée puisque la saison 1981-1982 marque le début des années grises avec une rechute en deuxième division, cette fois pour huit années consécutives.

### Le retour en première division (1991-2000)
Grâce à l'acharnement d'une nouvelle équipe de dirigeants et la venue de quelques bons joueurs, le Stade dijonnais retrouve son rang en première division groupe B, en 1990-1991.
(mt : 6 – 6)
Points marqués :
- Périgueux : 1 pénalité de Donnadier, 2 drops de Hivert et Donnadier
- Dijon : 2 pénalités de Miguet

Effectif du Stade dijonnais : 15 Debardieux puis Noui, 15 Philippe Debarbieux puis Hervé Miguet (65ème), 14 Damien Chapuis, 13 Bertrand Potherat, 12 Jean Marc Mayer, 11 Hervé Miguet puis Sam Noui (65ème), 10 Fabrice Carteau, 9 Bruno Clavelier puis Dervis Ajanovic (65ème), 8 Martial Guillot, 7 Cédric Descaillot, 6 Jean Luc Sautede puis Hervé François (51ème), 5 Laurent Bonventre, 4 Franck Lhomme, 3 Jean-Pierre Di Stefano (cap.), 2 René Amiot puis Jean-Luc Sautedé (51ème), 1 Didier Roblet
En 1993, le club s'incline en finale face au CA Périgueux 9 à 6 le 13 juin 1993 au stade de la Vallée du Cher de Tours.
Il effectue ensuite trois saisons parmi l'élite en 1993-1994, 1994-1995 et 1996-1997. Ensuite, il connaît le groupe A2 pendant trois saisons avant de descendre dans les divisions inférieures en 2000, victime de la réduction progressive de l'élite.
En 2001, une section féminine est créée. Elle se sépare en 2005 pour devenir un club indépendant, le Rugby féminin Dijon Bourgogne.

### En championnat de France de Nationale et Nationale 2 (2020-2024)
Lors de la saison 2020-2021, le club intègre le nouveau championnat de France de Nationale.
En 2022, le club est relégué dans le nouveau championnat de Nationale 2.
Alors que le Stade dijonnais prend part à la saison 2024-2025 de Nationale 2, le dépôt de bilan de la SASP a lieu le 8 octobre pour difficultés financières, ; un dernier match, le derby bourguignon contre l'Association sportive mâconnaise, est néanmoins joué entre la décision et l'acte officiel. L'association et l'école de rugby du Stade dijonnais continuent tout d'abord leur activité ; le 19 mars 2025, le tribunal du commerce prononce finalement la liquidation de l'association.
Afin de pérenniser la pratique du rugby à Dijon, des projets de création d'une nouvelle association émergent en parallèle de la disparition de l'association Stade Dijon Côte d'or, ; le 3 avril 2025, la Fédération française de rugby approuve l'affiliation de l'association nouvellement créée Stade dijonnais et lui attribue les droits sportifs des catégories de jeunes des moins de 16 et 19 ans du Stade Dijon Côte d'or pour la fin de la saison 2024-2025.

## Identité visuelle

### Logo
Lors de l'intersaison 2019, le club présente un nouveau logo.

Évolution du logo
Ancien logo abandonné le 2 juin 2019.
Logo du 2 juin 2019 à 2025.

## Palmarès
| Compétitions nationales | Compétitions jeunes                            |
| - Championnat de France de première division groupe B : - Vice-champion (1) : 1993 - Challenge de l'Espérance : - Vainqueur (1) : 1971 - Finaliste (1) : 1972 | - Coupe Frantz-Reichel : - Champion (1) : 1965 |

## Joueurs et personnalités du club
- Ernest Frayssinet (capitaine de 1925 à 1929)
- Gérard Murillo
- Gérard Savin
- Roger Pech
- Cédric Descaillot
- Laurent Bonventre

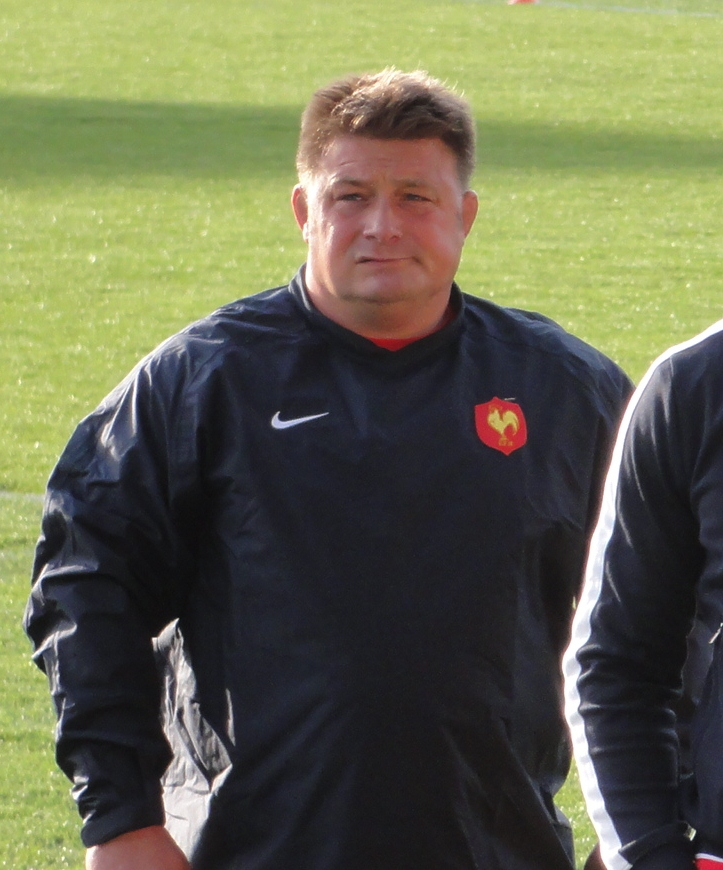
Didier Retière
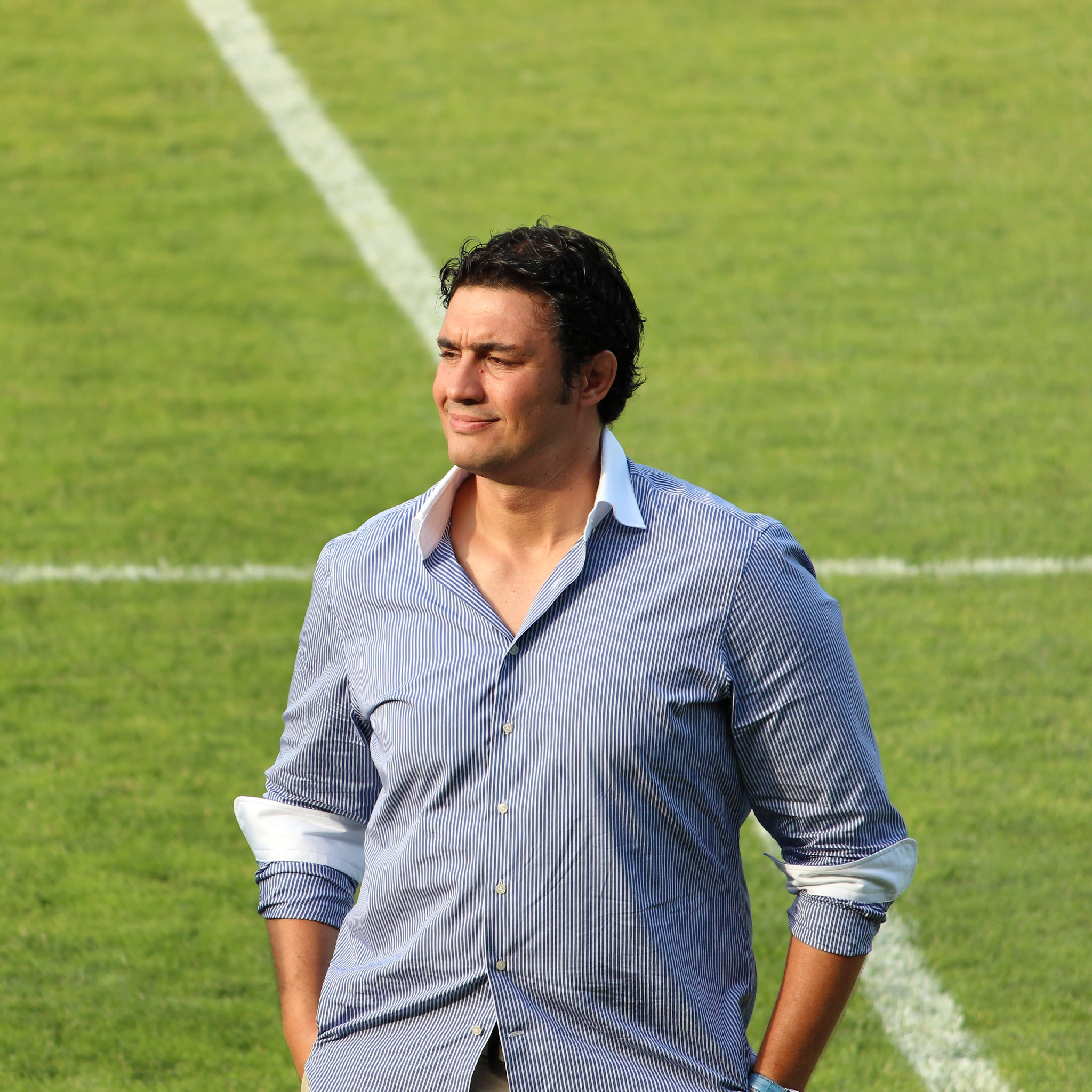
Matthias Rolland
- Eddy Joliveau
- Morgan Parra
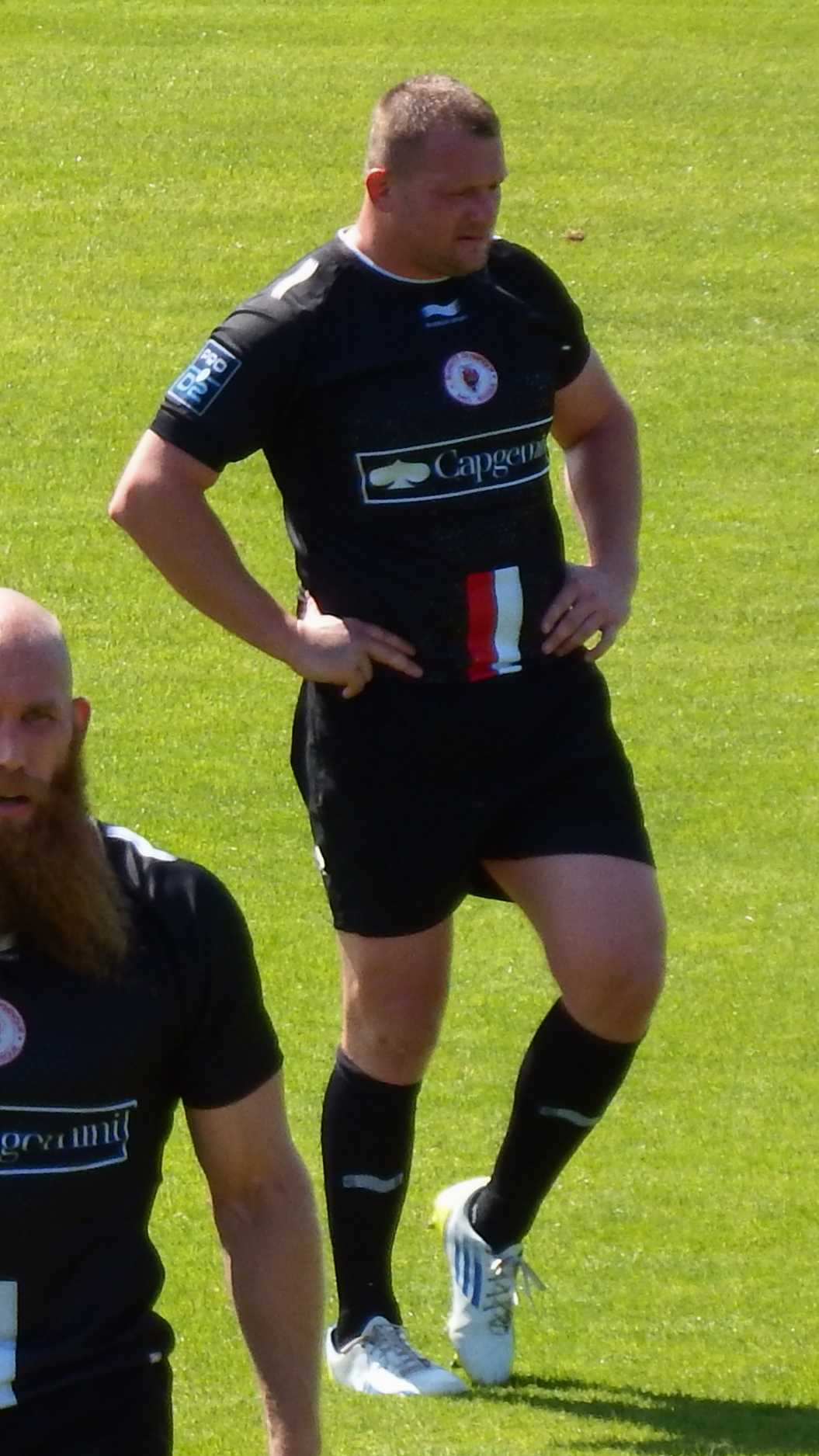
Benjamin Noirot
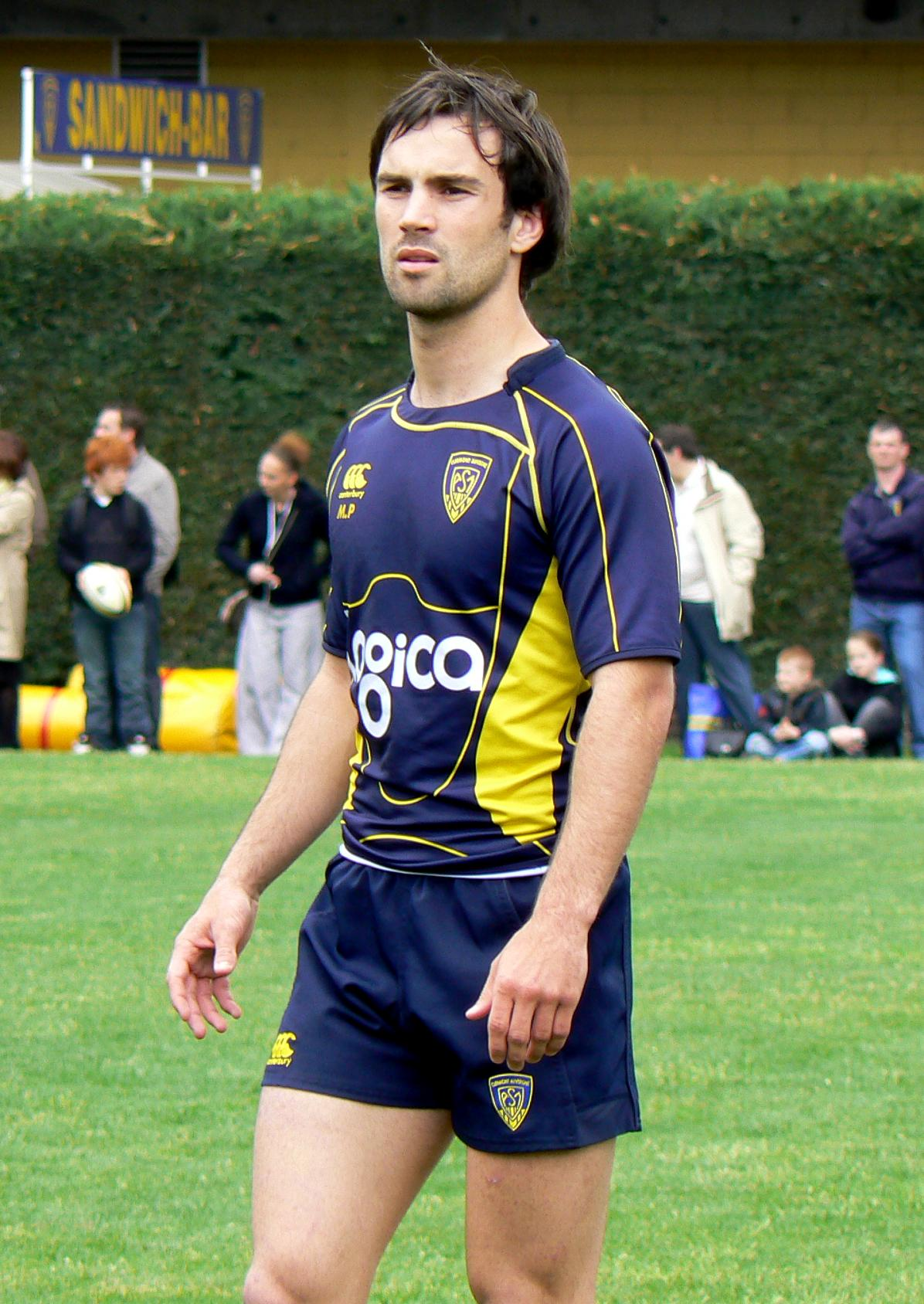
Morgan Parra

- Jules Soulan
- Malik Hamadache
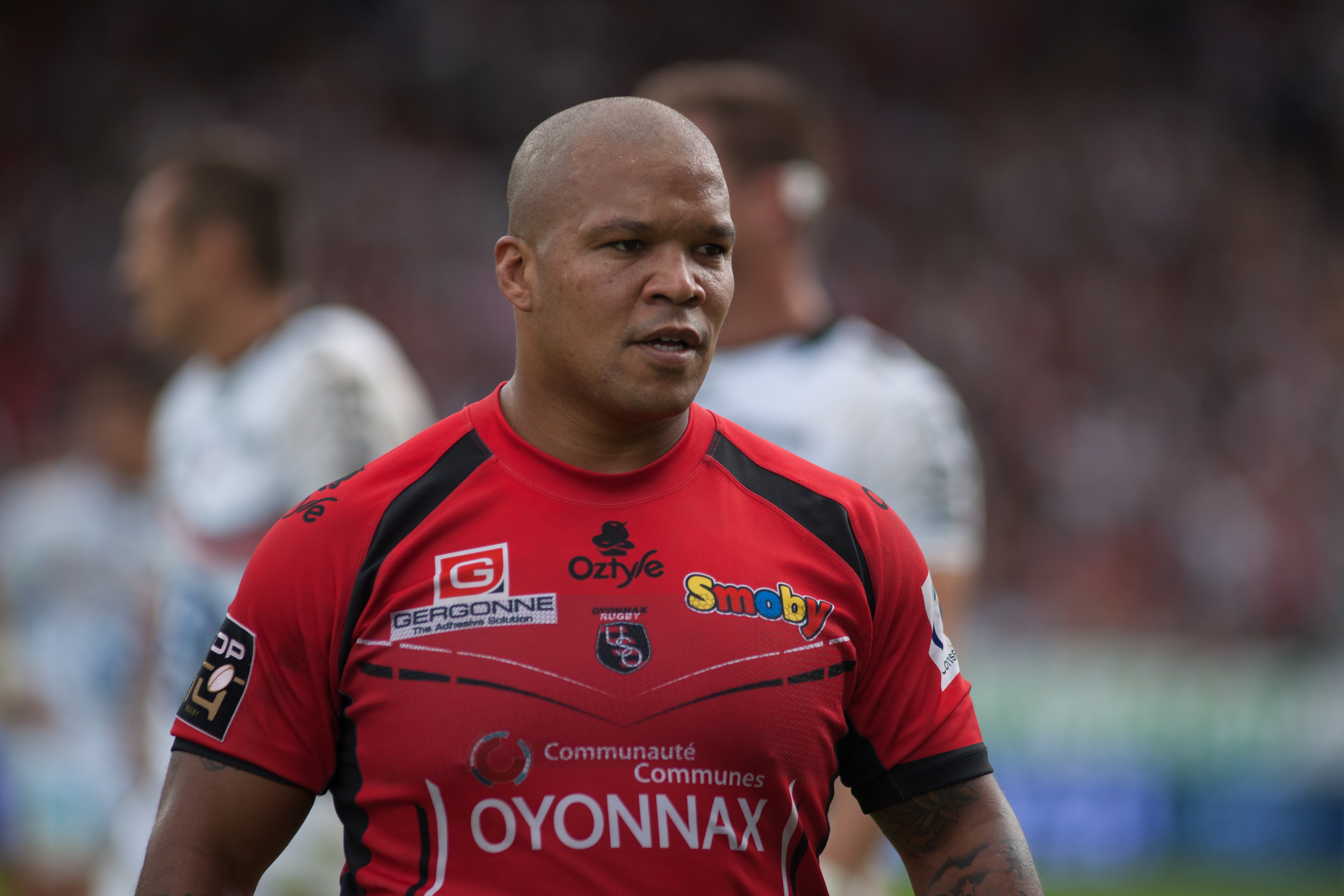
Jody Jenneker
- Tom Paterson
- Hervé Miguet
- Alipate Fatafehi
- Ayoola Erinle
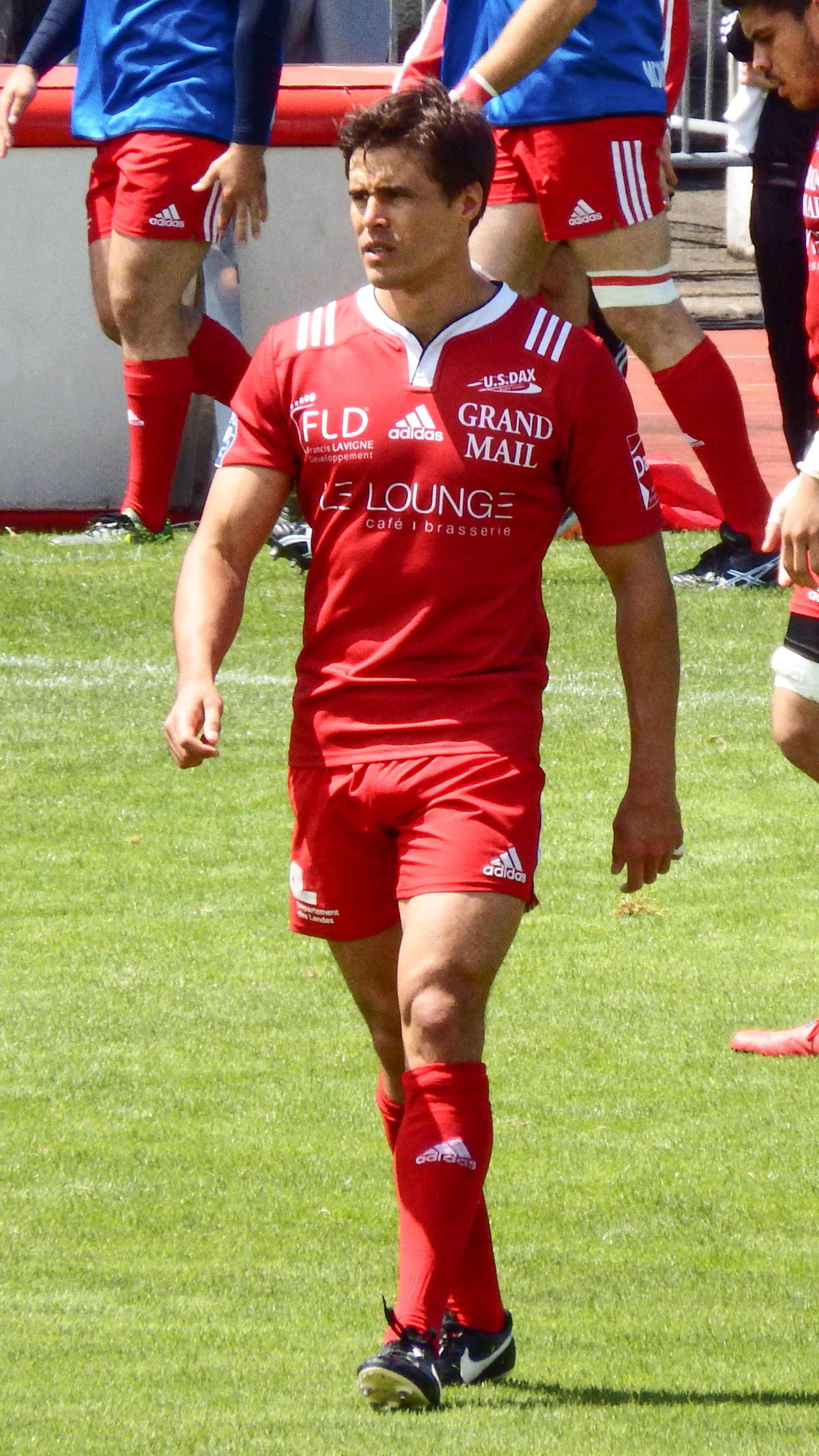
Ignacio Mieres
- David Odiete
- Paul Altier

- Didier Retière
- Matthias Rolland
- Benjamin Noirot
- Morgan Parra
- Jody Jenneker
- Ignacio Mieres

## Infrastructures

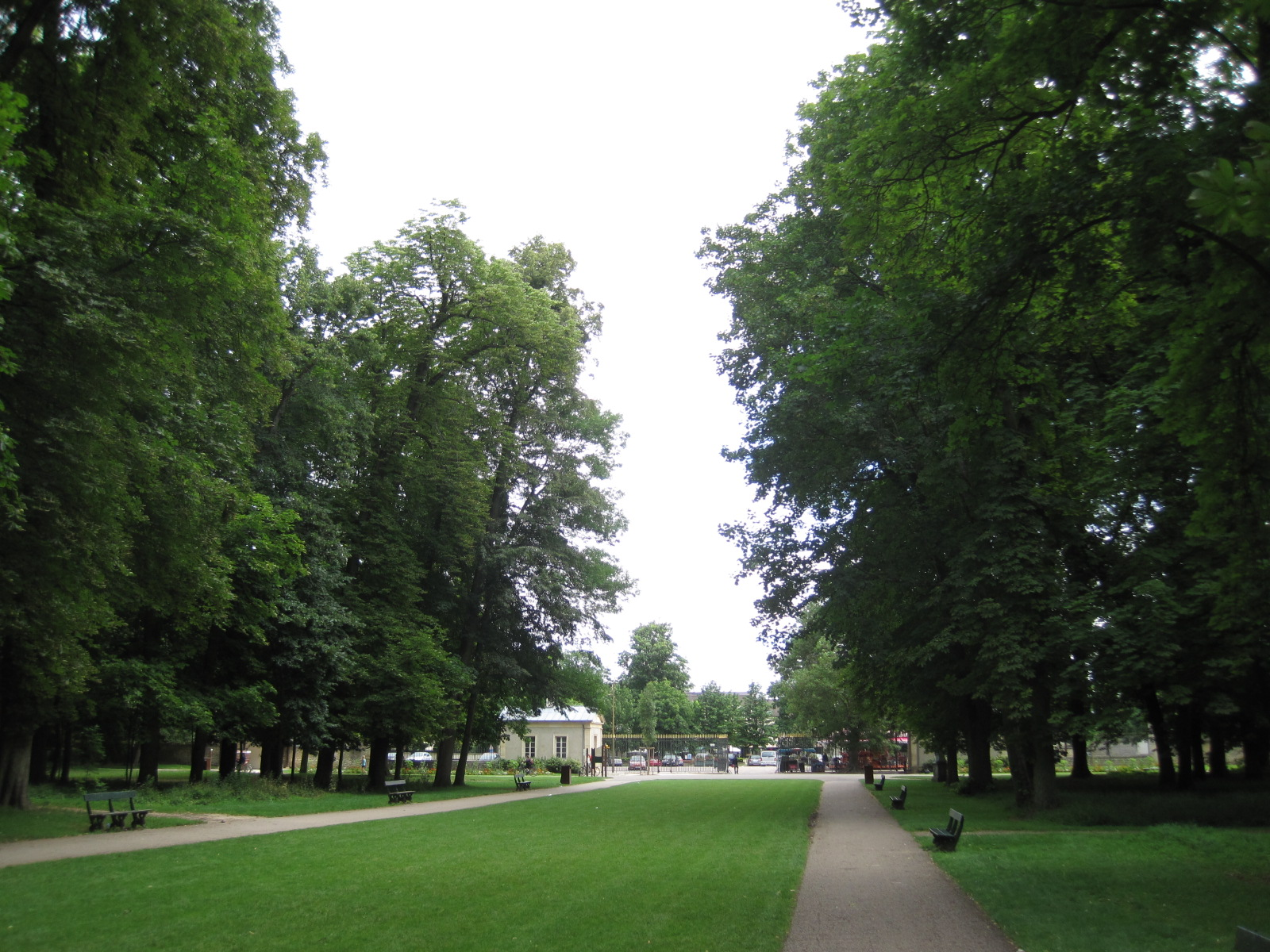
Le Parc de la Colombière juxtapose le stade Bourillot.

Le club joue à domicile au stade Bourillot qui comporte 1000 places assises.
C'est un stade situé sur la commune de Longvic qui fait partie de l'aire d'attraction de Dijon.